# Reginald Owen
John Reginald Owen (n. 5 august 1887, Hertfordshire, Anglia, Regatul Unit al Marii Britanii și Irlandei – d. 5 noiembrie 1972, Boise, Idaho, SUA) a fost un actor britanic de film. Este notabil pentru numeroasele sale roulri în producții americani și britanice de televiziune și cinematografice.

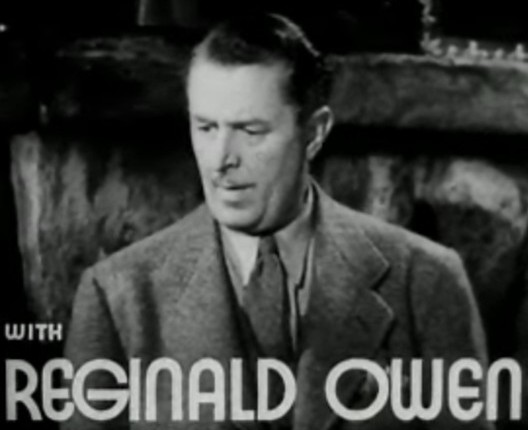
Reginald Owen în Petticoat Fever (1936)

## Filmografie parțială
- Henry VIII (1911)
- The Grass Orphan (1922)
- The Letter (1929)
- Platinum Blonde (1931)
- Downstairs (1932)
- Sherlock Holmes (1932)
- The Man Called Back (1932)
- A Study in Scarlet (1933)
- Double Harness (1933)
- Voltaire (1933)
- Queen Christina (1933)
- The House of Rothschild (1934)
- Stingaree (1934)
- Of Human Bondage (1934)
- Madame Du Barry (1934)
- Music in the Air (1934)
- Escapade (1935)
- The Call of the Wild (1935) - Mr. Smith
- Anna Karenina (1935)
- A Tale of Two Cities (1935) - Stryver
- The Good Fairy (1935)
- The Bishop Misbehaves (1935)
- Rose Marie (1936)
- The Great Ziegfeld (1936)
- Trouble for Two (1936)
- Yours for the Asking (1936)
- Love on the Run (1936)
- Personal Property (1937)

- Madame X (1937)
- Conquest (1937)
- Everybody Sing (1938)
- Paradise for Three (1938)
- Kidnapped (1938)
- Three Loves Has Nancy (1938)
- A Christmas Carol (1938)
- The Real Glory (1939)
- Remember? (1939)
- Hotel Imperial (1939)
- Fast and Loose (1939)
- Hullabaloo (1940)
- They Met in Bombay (1941)
- Woman of the Year (1942)
- Mrs. Miniver (1942)
- White Cargo (1942)
- Random Harvest (1942)
- Reunion in France (1942)
- Above Suspicion (1943)
- Salute to the Marines (1943)
- Madame Curie (1943)

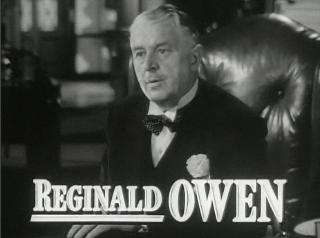
Reginald Owen în The Miniver Story

- The Canterville Ghost (1944) - Lord Canterville
- National Velvet (1944)
- Kitty (1945)
- The Valley of Decision (1945)
- Captain Kidd (1945) - Cary Shadwell
- The Diary of a Chambermaid (1946)
- Cluny Brown (1946)
- Monsieur Beaucaire (1946)
- Green Dolphin Street (1947)
- The Imperfect Lady (1947)
- The Pirate (1948)
- Julia Misbehaves (1948)
- Hills of Home (1948)
- The Three Musketeers (1948) - Treville
- The Secret Garden (1949)
- Challenge to Lassie (1949)
- The Miniver Story (1950)
- Kim (1950)
- Darby's Rangers (1958)
- Five Weeks in a Balloon (1962)
- The Thrill of It All (1963)
- Mary Poppins (1964) - Admiral Boom
- Bedknobs and Broomsticks (1971) - Major General Sir Brian Teagler

## Legături externe
- en Reginald Owen la Internet Broadway Database
- Reginald Owen la Internet Movie Database
- Reginald Owen la Find a Grave